# Джуди Холидей
Джуди Холидей (на английски: Judy Holliday, родена Judith Tuvim) е американска актриса, носителка на Оскар и Златен глобус за филма „Родена вчера“ (1950). 

## Биография
Ражда се в Ню Йорк в семейство на руски евреи, бегълци. Прави дебюта си на Бродуей през 1945 г. През 1950 г. ФБР започва разследване вследствие на обвинение, че е комунистка. Въпреки че не са открити никакви доказателства и разследването приключва след 3 месеца, на Джудит се забранява да се появява по радиото и телевизията в продължение на 3 години. Не ѝ се забранява обаче появата в киното и работата над филми. Тя се снима в няколко филма, основно комедии, с тогава изгряващата нова звезда Джак Лемън, които имат голям успех. Нейният син, Джонатан Опенхайм защитава докторат по теоретична физика в областта на квантовата механика и понастоящем работи в Кеймбриджкия университет. Джуди Холидей умира от рак на гърдата едва на 43 години.

## Избрана филмография
| Година | Филм          | Оригинално заглавие | Роля            | Режисьор     |
| ------ | ------------- | ------------------- | --------------- | ------------ |
| 1949   | Адамово ребро | Adam's Rib          | Дорис Атинджър  | Джордж Кюкор |
| 1950   | Родена вчера  | Born Yesterday      | Ема (Били) Даун | Джордж Кюкор |